# 山本茂実
山本 茂実（やまもと しげみ、1917年〈大正6年〉2月20日 - 1998年〈平成10年〉3月27日）は、日本の小説家。非常に寡作な人物であり、代表作「あゝ野麦峠」で日本文学史にその名を刻んだ。

## 人物
長野県東筑摩郡松本村（現・松本市）に農家の長男として生まれる。松本青年学校に通うが、1937年（昭和12年）に召集され近衛歩兵第3連隊に入る。終戦後は農業に従事し、31歳になってから上京し、早稲田大学文学部哲学科の聴講生となる。青年海外協力隊の専任講師も務めた。
松本市歴史の里に「山本茂実展示コーナー」がある。夫人山本和加子の回想記『「あゝ野麦峠」と山本茂実』（角川学芸出版、2010年）がある。
墓所は東京都八王子市の上川霊園。

## 経歴
- 1948年（昭和23年） - 雑誌「葦」を創刊。
- 1952年（昭和27年） - 雑誌「潮」を創刊し編集長となる（現在の潮出版社から発行されている「潮」とは別）。
- 1968年（昭和43年） - 「あゝ野麦峠 - ある製糸工女哀史」を発表。250万部のベストセラーとなった。

## 著書
- 生き抜く悩み 哲学随想録 広文堂書店 1948 のち角川文庫
- 救われざるの記 葦会 1950
- 嵐の中の人生論 葦会 1953 のち角川文庫
- 愛と死の悩み 吾等いかに生くべきか（人生論 第2部） 葦出版社 1954 のち角川文庫
- 恋愛・結婚・家 和光社 1955（青春選書）
- 愛・自由・生きること 和光社 1955（青春選書）
- 結婚と云う宿命について 葦出版社 1956
- 庶民の常識 葦出版社 1956
- 苦しんでいるのはあなただけではない 竜南書房 1959
- 松本連隊の最後 近代史刊行会 1966 のち角川文庫、角川新書
- 街道・風土と伝説の旅 恒文社 1966
- あゝ野麦峠 ある製糸工女哀史 朝日新聞社 1968 のち角川文庫、朝日文庫
- 人間の出発 自らの何を期するか 青春出版社 1969
- 根性教育の実践 近代史研究会 1969
- 私をささえた母の一言 貫く信念の座右銘 青春出版社 1970（青春新書）
- 喜作新道 ある北アルプス哀史 朝日新聞社 1971 のち角川文庫、朝日文庫、ヤマケイ文庫
- 野麦峠をこえて ポプラ社 1973（創作絵本）
- 高山祭 この絢爛たる飛騨哀史 朝日新聞社 1976 「飛騨の哀歌高山祭」角川文庫、「飛騨高山祭」朝日文庫
- 塩の道・米の道 角川文庫 1978.10
- 続 あ丶野麦峠 角川書店 1980.4 のち角川文庫、朝日文庫
- 初めて知った生きている証 角川文庫 1982.12
- 海に立つ墓標 角川文庫 1982.2
- 人生、味をしめろ 苦難の連続体験から私は何を掴んだか 佐藤正忠と対談 経済界 1985.12
- 日本青年は健在だった バングラデシュ紀行 朝日新聞社 1985.5
- 野麦峠 渡辺皓司絵 草土文化 1986.11（山本茂実の絵本）
- 喜作とペス 榛葉莟子絵 草土文化 1987.1（山本茂実の絵本）
- 高山祭 宮本能成絵 草土文化 1987.9（山本茂実の絵本）
- 山本茂実アフリカを行く 朝日新聞社 1989.3
- 人生、幕引きは芸術である わが心の姨捨山 講談社 1993.6
- カチューシャ可愛や 中山晋平物語 大月書店 1994.5（大月CDブック）
- 山本茂実全集 全7巻 全集刊行会編、角川書店、1998

## 編纂
- アカシヤの丘にて 六人の若き人々の手記（編）葦会 1952
- たゆまぬ努力さゝやかな自信（編）葦会 1953
- 愛は泉の如く（編）葦会 1953

## 出演
- わたしの自叙伝「山本茂實〜野麦峠への道〜」（1980年4月24日、NHK）[2]